# 4-й Северокаролинский пехотный полк
4-й Северокаролинский пехотный полк представлял собой один из пехотных полков армии Конфедерации во время Гражданской войны в США. Он так же известен, как «Fourth North Carolina State Troops» (сокращенно «4th NCST»), а после тяжёлых потерь в сражении при Севен-Пайнс он так же получил прозвище «Кровавый четвёртый» (The Bloody Fourth).
Полк был отправлен в Вирджинию, включён в Северовирджинскую армию и сражался в составе бригад генералов Фетерстона, Андерсона, Рамсера и Кокса. Командирами полка в разное время были Джордж Андерсон, Брайан Граймс, Эдвин Осборн и Джеймс Вуд. За время существования полк прошёл более чем через 60 сражений и мелких столкновений. Сражаясь в рядах Северовирджинской армии полк снова и снова показывал свою эффективность, непоколебимость на поле боя и агрессивность своих людей.
4-й северокаролинский не стоит путать с аналогичным полком эпохи американской войны за независимость, или с полком того же названия, действовавшим во время испанской войны.

## Формирование
Полк был сформирован в мае 1861 года в Кэмп-Хилл, около Гарисберга, штат Северная Каролина. Его роты были набраны в округах Айрлдел, Роуэн, Уэйн, Боферт, Уилсон и Дэвис. Полковником 16 июля был назначен Джордж Бужвин Андерсон, выпускник военной академии Вест-Пойнт. Подполковником при нём стал Брайан Граймс, который выбрал этот полк именно потому, что командирами остальных полков были гражданские лица без военного опыта. На момент формирования полк имел следующий ротный состав:
- Рота А, (Iredell Blues) капитан Саймонтон (округ Айрделл)
- Рота В, (Scotch Irish Grays) капитан Джеймс Вуд (округ Роуэн)
- Рота С, (Saltillo boys) капитан Джон Эндрюс[4] (округ Айрделл)
- Рота D, (Goldsboro Volunteers) капитан Уайттакер (округ Уэйн)
- Рота Е, (Southern Guards) капитан Дэвид Картер (округ Бьюфорт)
- Рота F, (Wilson Light Infantry) капитан Джессе Барнес[5] (округ Уильсон)
- Рота G, (Davie Sweepstakes) капитан Уильям Келли (округ Дэви)
- Рота Н, (Iredell Independent Grays) капитан Эдвин Осборн (округ Айрделл)
- Рота I, (Pamlico Rifles) капитан Марш[6], (округ Бьюфорт)
- Рота К, (Rowan Rifle Guards) капитан Макнелли (округ Роуэн)

На момент формирование в полку было 1376 человек. Крупнейшей была рота Н — 246 человек.

## Боевой путь
Полк был сформирован в лагере у города Гарисберг и 20 июля 1861 год отправлен в Ричмонд, а 29 июля прибыл в Манассас, где только что закончилось первое сражение при Бул-Ране. Полк простоял под Манассасом вплоть до эвакуации в марте 1862 года, после чего был отведён к реке Рапидан, 8 апреля направлен в Йорктаун, где поступил в распоряжение генерала Рейнса. Во время сражения при Йорктауне полк получил свой первый боевой опыт, а 3 мая был отведён к Уильямсбергу. Полк принял участие в сражении при Уильямсберге, после которого полковник Андерсон был повышен до командира бригады, а командиром полка стал Брайан Граймс.
31 мая 1862 года полк участвовал в атаке бригады Андерсона на укреплённые позиции противника во время сражения при Севен-Пайнс. К началу сражения в полку числилось 25 офицеров и 520 рядовых. В бою были убиты и ранены все офицеры полка, кроме Граймса, и 462 человека выбыло из строя убитыми и ранеными. Из-за этих огромных потерь полк получил прозвище «Кровавый Четвёртый». В сражении был ранен капитан Роты Е, Дэвид Картер. Ему было присвоено звание подполковника, однако он так и не вернулся в строй и вынужден был покинуть армию в декабре. Его место занял капитан Дэниель Латхам. В бою был убит знаменосец Джеймс Боннер и Граймс поручил знамя Джону Стайклитеру из роты А, который остался знаменосцем до конца войны.
26 июня года полк участвовал в сражении при Бивердем-Крик (одном из сражений Семидневной битвы), после которого Джордж Андерсон сказал, что «хотя и небольшой численно, Граймс и его полк были замковым камнем моей бригады».
После сражения бригада была переформирована. 4-й северокаролинский остался в её составе, остальные полки выведены и вместо них введены северокаролинские 2-й, 14-й и 30-й.

### Мерилендская кампания
В ходе Северовирджинской кампании полк находился при армии, но не был введён в бой во втором сражении при Булл-Ран. В начале Мерилендской кампании полковник Граймс был травмирован лошадью при переправе через Потомак и командование временно принял капитан Уильям Марш. Полк присутствовал на поле боя во время сражения у Южной горы, где Граймс временно вернулся к управлению полком. Полк был направлен в ущелье Фокса на усиление бригады Гарланда. Прибыв на место, Андерсон разделил бригаду: 14-й и 30-й Северокаролинские он лично повёл для прикрытия левого фланга бригады Гарланда, а 4-й и 2-й поручил полковнику Тью, который отправил их на прикрытие правого фланга. «…но когда мы вышли на позицию, — вспоминал капитан Осборн, — мы обнаружили, что противник уже отбит бригадой Гарланда, но ценой смерти этого храброго и бесстрашного офицера, безжизненное тело которого пронесли мимо нас, пока мы шли к месту».
Ночью 14 сентября полк был отведён к Шарпсбергу, куда прибыл 15 сентября в 11:00 и где простоял до утра 17 сентября, когда началось сражение при Энтитеме. Граймс был ранен в Южных Горах, и командование полком принял капитан Марш. 4-й Северокаролинский, как и вся бригада Андерсона, был размещён в центре позиций Северовирджинской армии, на дороге «Санкен-Роуд». 30-й Северокаролинский стоял на правом фланге бригады, а 4-й — сразу левее. В 09:00 началось наступление федеральной армии на позиции бригады. «Они не видели нашу одиночную линию голодных, измученных, грязных людей, которые лежали на земле, подпустив противника на расстояние мушкетного выстрела, а затем встали и открыли огонь, эффект которого был ужасающим». Федеральная армия провела вторую атаку, затем третью. Капитан Марш получил смертельное ранение и командование принял капитан Осборн, который вскоре тоже был ранен и вынесен с поля боя. Затем погибли один за другим остальные ротные командиры, пока командование не принял последний офицер — второй лейтенант Вивер из роты Н, который взял знамя полка и был вскоре так же убит. В полку осталось около 150 человек. К этому времени был ранен генерал Андерсон и сменивший его полковник Тью, и бригадой командовал полковник Беннет. Ряды полков полностью перемешались и потеряли всякий порядок. Когда федеральная армия начала обходить правый флаг бригады, полковник Беннет приказал отступить, но 4-й Северокаролинский не смог своевременно отступить, и две его роты (I и К) оказались отрезаны от бригады и захвачены в плен.
На следующий день полк возглавил сержант Томас Стивенсон из роты С. 18 сентября полк провёл на поле боя в ожидании повторных атак, после чего был отведён за Потомак и 20 сентября участвовал в сражении при Шепардстауне.

## Реконструкция
Военно-историческая реконструкторская группа «4th North Carolina reenacting group» была основана в 1968 году и сейчас является одной из старейших реконструкторских групп на востоке страны.